# Pixelbook Go
Pixelbook Go（ピクセルブック ゴー、開発時のコードネームはAtlas）は、Googleによって開発された、 ChromeOSを搭載するPixelブランドのChromebook。2019年10月15日に発表され、10月27日からアメリカとカナダで発売され、2020年1月15日には、イギリスでも販売が開始された。 

## 概要
Pixelbookの後継機種として登場した。
以前のGoogleブランドのChromebookとは異なり、Pixelbook Goでは、同様の機能と仕様を持つChromebookに比べて、さほど高価ではない価格設定となった。

## 特徴
アスペクト比16:9の、13.3インチ (340 mm)タッチスクリーンを特徴とする機種だが、Pixelbookとは異なり、タブレットモードや、ほぼ360°開くヒンジは搭載されなかった。これに伴い、Pixelbook Penにも非対応となった。
一方で、Googleアシスタントを起動するための専用キーは、Pixelbook同様に備えている。ChromeOSをプリインストールしているため、Androidアプリケーションをネイティブに実行できる点も同一である。
カラー展開は「Just Black」と「Not Pink」の2色で、マグネシウムシャーシを使用して仕上げられた外観となっている。底面部分はグリップ性を高めるために、きめの粗い構造になっている。
前面カメラは、1080p（毎秒60フレーム）で映像を録画できるよう、アップグレードされた。
2つのUSB-Cポートは、いずれかを充電に使用できる。付属の45W充電器を使用すると、充電には最大2時間かかる。47Whのバッテリーは連続使用で12時間ほど使うことができるほか、上位機種のUHDモデルは、より大容量の56 Whバッテリーを備える。
| プロセッサ    | メモリ   | ストレージ | GPU           | スクリーン       | スクリーン                          | 価格                   |
| ------------- | -------- | ---------- | ------------- | ---------------- | ----------------------------------- | ---------------------- |
| Core m3-8100Y | 8GB RAM  | 64GB       | Intel UHD 615 | 13.3 in (340 mm) | 1920×1080 (FHD)                     | US$649 / 629ポンド     |
| Core i5-8200Y | 8GB RAM  | 128GB      | Intel UHD 615 | 13.3 in (340 mm) | 1920×1080 (FHD)                     | US$849 / 829ポンド     |
| Core i5-8200Y | 16GB RAM | 128GB      | Intel UHD 615 | 13.3 in (340 mm) | 1920×1080 (FHD)                     | US$999 / 949ポンド     |
| Core i7-8500Y | 16GB RAM | 256GB      | Intel UHD 615 | 13.3 in (340 mm) | 3840×2160 (UHD "Molecular Display") | US$1,399 / 1,329ポンド |

Core i7プロセッサを搭載した最高性能のモデルは、2019年12月から注文可能となった 。

## 歴史
Computerworldは、匿名のGoogleの広報担当者のコメントとして、2in1タブレット「Pixel Slate」の期待を下回る評価に基づいて、Googleが2019年6月に新型タブレットの開発中止を表明したとき、Pixelbookの後継機種が2019年に発売される可能性が「非常に高い」と報じた。
開発中の「Atlas」というコードネームのラップトップに関する情報は、早ければ2019年の3月には漏洩しており、その他の詳細もChromiumOSのソースコードから判明していた。名前と仕様を含む最終的な詳細情報は、公式発表の数週間前、2019年9月に明るみになっていた。
Pixelbookは、内部的には、Pixel Slateと同様のコンポーネントの多くを流用して設計されている。
2018年の段階では、のちにPixelbook Goとなる「Atlas」と同時に、コンバーチブル型のタブレット「Meowth」が開発されていたが、サプライチェーンの問題のため、Meowthの開発は、のちにPixel Slateとなる「Nocturne」に統合される形で中止された。

## 評価
Pixelbook Goは、一般には好意的に評価された。
価格は、以前のGoogleブランドのChromebookよりも、競合製品に近くなったものの、一部のレビュアーは、同等の機能や仕様のデバイスを、Pixelbook Goよりも安く、他社から購入できると指摘した。